# Elisabeth Markstein
Elisabeth Markstein (geboren Elisabeth Koplenig; * 18. April 1929 in Wien; † 15. Oktober 2013 ebenda) war eine österreichische Slawistin, Übersetzerin und Autorin. 

## Leben
Markstein war die Tochter der Historikerin Hilde Koplenig (gebürtige Oppenheim) und des Politikers und langjährigen KPÖ-Vorsitzenden Johann Koplenig. 1933 gingen ihre Eltern wegen des Dollfuß-Regimes in den Untergrund. Ihre Kindheit verbrachte sie teilweise in Prag, in der Schweiz und ab 1936 in Moskau im Hotel Lux, in dem die Sowjetunion politische Emigranten einquartierte.  Im Sommer 1945 kehrte sie mit ihren Eltern nach Österreich zurück; das Abitur legte sie in Moskau ab, wohin sie deswegen zurückkehrte.
Markstein studierte Slawistik  in Moskau und an der Universität Wien.  1953 wurde sie in Wien mit einer Dissertation über Gorki und den Sozialistischen Realismus promoviert. Sie pflegte Kontakt zu russischen Dissidenten und Emigranten, wurde 1968 aus der Kommunistischen Partei ausgeschlossen und von der Sowjetunion mit einem mehrjährigen Einreiseverbot belegt, nachdem bekannt geworden war, dass sie Briefe Alexander Solschenizyns aus dem Land geschmuggelt hatte. Ihre Sympathie für die Sowjetunion endete mit der Niederschlagung des Prager Frühlings im August 1968.
Elisabeth Markstein lehrte ab 1966 an Instituten für Translationswissenschaft sowie den Instituten für Slawistik in Wien, Innsbruck, Graz und Austin (Texas). Sie war Mitglied der Berufsvereinigungen Übersetzergemeinschaft und Universitas und übersetzte (zum Teil gemeinsam mit ihrem Kollegen Ernst Walter) unter anderem aus dem Russischen das Hauptwerk des Literaturnobelpreisträgers Alexander Solschenizyn, Der Archipel Gulag. Für die Übersetzung benutzte sie zunächst das Pseudonym Anna Peturnig. Mit Felix Philipp Ingold gab sie Über Solschenizyn heraus, übersetzte  Fjodor Dostojewskis Der Spieler,  Werke Lew Kopelews, die Erinnerungen seiner Frau Raissa Orlowa-Kopelewa und übertrug Janusz Meissners  Wracks aus dem Polnischen.
Sie pflegte eine enge Freundschaft mit  dem deutschen Literaturnobelpreisträger Heinrich Böll und begegnete neben anderen Joseph Brodsky,  Nikita Chruschtschow  und  Wjatscheslaw Molotow.
Für ihre Übersetzungen erhielt sie mehrere Auszeichnungen, darunter 1989 den Österreichischen Staatspreis für literarische Übersetzung. 2010 erschienen ihre Erinnerungen Moskau ist viel schöner als Paris – Leben zwischen zwei Welten, die 2023 unter dem Titel Leben zwischen zwei Welten noch einmal neu herausgebracht wurden.
Elisabeth Markstein war fast 60 Jahre mit dem Schriftsteller Heinz Markstein (1924–2008) verheiratet. Aus der Ehe gingen drei Töchter hervor, von denen zwei früh starben.

## Werke
- Elisabeth Markstein (2010): Moskau ist viel schöner als Paris. Leben zwischen zwei Welten. Wien: Milena Verlag. ISBN 978-3-85286-191-3.
- Elisabeth Markstein (2023): Leben zwischen zwei Welten. Wien: Milena Verlag.